# Vassilios Tsiartas
Vassilis Tsartas (Alexandreia, 12 de novembro de 1972) é um ex-futebolista grego. Foi campeão europeu com a Grécia em 2004.

## Títulos
AEK Atenas
- Campeonato Grego: 1993, 1994
- Copa da Grécia: 1996, 2002

Grécia
- Eurocopa: 2004

### Individuais
- Artilheiro do Campeonato Grego: 1996 (26 gols)
- Jogador Grego do Ano: 1996